# Arc Moro
L'Arc Moro és una obra gòtica del Lloar (Priorat) inclosa a l'Inventari del Patrimoni Arquitectònic de Catalunya.

## Descripció
Es tracta d'una arcada ogival amb els costats lleugerament desiguals i rebaixada. Suporta un mur i una teulada. Anteriorment deuria formar part d'un edifici donat que molt a prop trobem un pilar bastit amb idèntics materials.
L'arcada està formada per carreus de gres vermell amb una amplada d'uns 55 cm. i un gruix de 35 cm. El material hauria estat obtingut possiblement de l'indret local conegut com les Coves de Rogerals.

## Història
L'arcada hauria pogut formar part d'un primitiu nucli de població conegut amb el nom de Quadra del Llohar. Una antiga església bastida al 1558, tenia una nau separada per tres arcs diafragma molt semblants, suposadament, a aquest. La datació és incerta. L'indret, actualment, es troba mínimament arranjat amb un xicotet jardí.